# Palonosétron
Le palonosétron (DCI, nom commercial : Aloxi) est un antagoniste 5-HT3 utilisé dans la prévention et le traitement de chimiothérapie induisant nausées et vomissements. Il est le plus efficace des antagonistes 5-HT3 concernant le retardement des nausées et des vomissements, ceux-ci apparaissent au-delà des 24 heures qui suivent la première dose d'un traitement de chimiothérapie, et est le seul médicament de sa catégorie à avoir été approuvé par Food and Drug Administration. En 2008, il est le plus récent antagoniste 5-HT3 à utilisation clinique. 
Le palonosétron est administré soit par voie intraveineuse, une seule dose, 30 minutes avant la chimiothérapie, soit comme une seule gélule par voie orale une heure avant la chimiothérapie. La voie orale a été approuvée le 22 août 2008 pour la prévention de graves problèmes de chimiothérapie induisant nausées et vomissements.

## Pharmacocinétique
Il a une demi-vie plus longue et une affinité plus importante avec le récepteur 5-HT3 que les antagonistes 5-HT3 plus anciens. Cette propriété d'antagonisme est de type allostérique.

## Efficacité
Il s'avère être supérieur au dolasétron ou à l'ondansétron dans la prévention des nausées ou vomissements tardifs après une chimiothérapie anticancéreuse. En association avec un corticoïde, il s'avère également meilleur que le granisétron. Le traitement corticoïde peut d'ailleurs être écourté sans perte d'efficacité.